# Yuba City, California
Yuba City este un oraș din California, SUA. Se află la o altitudine de 59 picioare deasupra nivelului mării. Are o suprafață de 38,85828 km². Populația este de 70.117 locuitori, determinată în 1 aprilie 2020, prin recensământ.